# خطأ الاستعيان
خطأ الاستعيان (بالإنجليزية: Sampling error)‏ يقصد به مقدار عدم الدقة الذي يظهر في الإحصائية نتيجة اقتصارها على نسبة معينة من العدد الكلي للعينات أو ما يعرف في الإحصاء بالفضاء الكلي للعينات ويعبر عنه بأنه خطأ. وتلتزم مجمل التقارير الإحصائية بذكر مقدار الخطأ في الإستعيان في ثنايا تقريرها والذي يعد أيضا توقعا لنسبة الخطأ الحقيقية والتي يلزم لمعرفتها على وجه الدقة تحليل كامل العينات كل واحدة على حدة. ومن أمثلة أخطاء الاستعيان البارزة أخطاء الاستطلاعات التي تأخذ رأي سكان بلد ما حيال قضايا معينة. في هذه الحالة تتولى الجهة المسؤولة عن الإستطلاع اختيار الأشخاص بعشوائية وأخذ رأيهم حيال القضية المثارة ثم تقوم بإبراز نتيجة استطلاعها. لكن هذه الإستطلاعات عند إجراءها تقتصر عادة على أخذ رأي بضعة آلاف من الأشخاص ثم تعميم النتيجة على نطاق البلد. بسبب اقتصار الإستطلاع على بضعة آلاف عوض سؤال جميع السكان واحد واحدا والذين يمثلون في هذه الحالة فضاء العينة، ينتج خطأ الإستعيان.